# Roberto Rink
Roberto Gottfried Rink (* 7. November 1959 in Rodewisch) ist ein sächsischer Fuhrunternehmer. Seit 1993 ist er Bundesvorsitzender der Deutschen Sozialen Union (DSU).

## Leben
Seit seinem ersten Lebensjahr lebt Rink in Hartmannsgrün, einem Ortsteil der Stadt Treuen. Von 1966 bis 1976 besuchte er die Polytechnische Oberschule in Hartmannsgrün. Die erste Klasse schloss er mit den Noten "2" und "3" ab.
Nach einer Lehre als Kraftfahrzeugschlosser in den Jahren 1976 bis 1978 und dem Grundwehrdienst 1978 bis 1979 erlangte er 1980 das Abitur. Bis 1984 absolvierte er in Zwickau ein Diplomingenieurstudium in der Fachrichtung Kfz-Technik und ist seit 1991 selbständiger Fuhrunternehmer.
Als sein Vater in der DDR an den Folgen der Bedingungen einer Haftstrafe verstarb, dachte Rink eigenen Angaben zufolge über eine Flucht in den Westen nach.

## Politische Laufbahn
Rink gehörte 1990 zunächst zu den Gründern einer CSU in Sachsen. Er war 1990 Gründungsmitglied der DSU. Mit der Kreistagswahl 1990 im Kreis Auerbach zog Rink als einer von vier DSU-Abgeordneten in den Kreistag ein. Er erreichte im Wahlkreis IV 2.745 Stimmen. Im Oktober 1991 wurde er Vorsitzender des sächsischen Landesverbandes der Partei. Sein politisches Credo lautete damals „national und ökologisch“. In Sachsen erreichte die Partei in der Folgezeit die größten Wahlerfolge (0,2 %). Seit 1993 ist er Bundesvorsitzender. Daneben ist er stellvertretender Vorsitzender der Bürgerbewegung pro Sachsen. Rink ist seit 1990 Kreisrat des Vogtlandkreises (bzw. seines Vorgängerlandkreises Auerbach) und Stadtrat in Treuen.
Bei der Landtagswahl in Sachsen 2014 war Rink Spitzenkandidat der DSU, die aber mit 0,2 % der Stimmen den Einzug ins Landesparlament weit verfehlte. Zur Bundestagswahl 2017 trat Rink als Einzelbewerber im Bundestagswahlkreis Vogtlandkreis an. Auf ihn entfielen 3,1 % der Erststimmen.
Rink trat als Kandidat der Alternative für Deutschland zur Landratswahl im Vogtlandkreis am 12. Juni 2022 an. Neben der Forderung nach mehr Transparenz, die alle Kandidaten zur Landratswahl teilten, war es ein wichtiges Anliegen Rinks, „grünen Wasserstoff“ im Vogtland zu produzieren. In der Nähe seines Hartmannsgrüner Firmensitzes sollte ein entsprechendes Projekt mit 20 Mio. Euro umgesetzt werden. Davon sollten 16 Mio. Euro an Fördermitteln verwendet werden. Im Falle seiner Wahl wollte er eine kreiseigene Gesellschaft gründen, um das Projekt umzusetzen.
Rink erhielt im ersten Wahlgang 23,4 % (18.320 Stimmen) der gültigen Stimmen und damit den zweiten Platz. Da kein weiterer Kandidat die absolute Mehrheit für sich verbuchen konnte, wurde am 3. Juli ein zweiter Wahlgang nötig. Nachdem sich zwei Kandidaten zurückgezogen hatten, trat er erneut an und erhielt im zweiten Wahlgang 15.760 Stimmen und damit 26,4 %. Gewählt wurde sein Kontrahent Thomas Hennig.
Bei den Kommunalwahlen in Sachsen 2024 wurde Rink auf der Liste der AfD in den Kreistag des Vogtlandkreises gewählt. Er hat kreisweit von allen Kandidaten die meisten Stimmen erhalten; insgesamt über 5.000.